# Otto Ruprecht
Otto Ruprecht (* 3. Juli 1860 in Aurich; † 29. Dezember 1946 in Göttingen) war ein deutscher Architekt und Baubeamter.

## Leben und Wirken
Otto Ruprecht war der Sohn des Oberlehrers Ludwig Anton Ruprecht, studierte 1880–1885 in München und an der Technischen Hochschule Hannover Architektur; zu seinen Lehrern gehörte Conrad Wilhelm Hase. 1881 wurde er Mitglied des Corps Hannovera.
1886 absolvierte Ruprecht die Prüfung zum Regierungsbauführer; die Auszeichnung von 900 Mark ermöglichte eine Studienreise. 1889 wurde er Regierungsbaumeister im Hochbau-Fach. Die damit verbundene Auszeichnung von 1890 ergab eine weitere Reiseprämie in Höhe von 1800 Mark. Folge der italienischen Studien war ein 1896 in der Zeitschrift für Bauwesen veröffentlichter Aufsatz. Es folgte bis 1897 eine Tätigkeit als Regierungsbaumeister bei Bauleitungen in Frankfurt am Main, Düsseldorf, Koblenz und Berlin. 1897 bat Ruprecht um Entlassung aus dem Staatsdienst und wechselte in die kommunale Bauverwaltung. 1897–1908 war Ruprecht Leiter der Hochbauabteilung B im Stadtbauamt in Hannover und als Stadtbauinspektor vor allem für Schulbauten zuständig, ebenso wie der Architekt Paul Rowald, bis 1902 Carl Wolff sein Amt als Stadtbaurat antrat. Einige seiner Bauprojekte veröffentlichte Otto Ruprecht in der Zeitschrift für Architektur und Ingenieurwesen.
Ab 1908 war Ruprecht Landesbaurat in Merseburg; diese Tätigkeit ist bisher kaum erforscht; immerhin sind aus den Jahren 1908–1913 einige Bauten am Harz und in Halle an der Saale bekannt, so beispielsweise die Bearbeitung des von Wilhelm Kreis entworfenen Landesmuseums für Vorgeschichte in Halle.
1928 übersiedelte Ruprecht von Merseburg nach Göttingen, wo die Familie Ruprecht seit langem ansässig war und er als Landesbaurat i. R. seinen Lebensabend verbrachte.
Otto Ruprecht war verheiratet mit Sofie Charlotte, geb. Wieseke.

## Werk (unvollständig)

### Bauten in Hannover

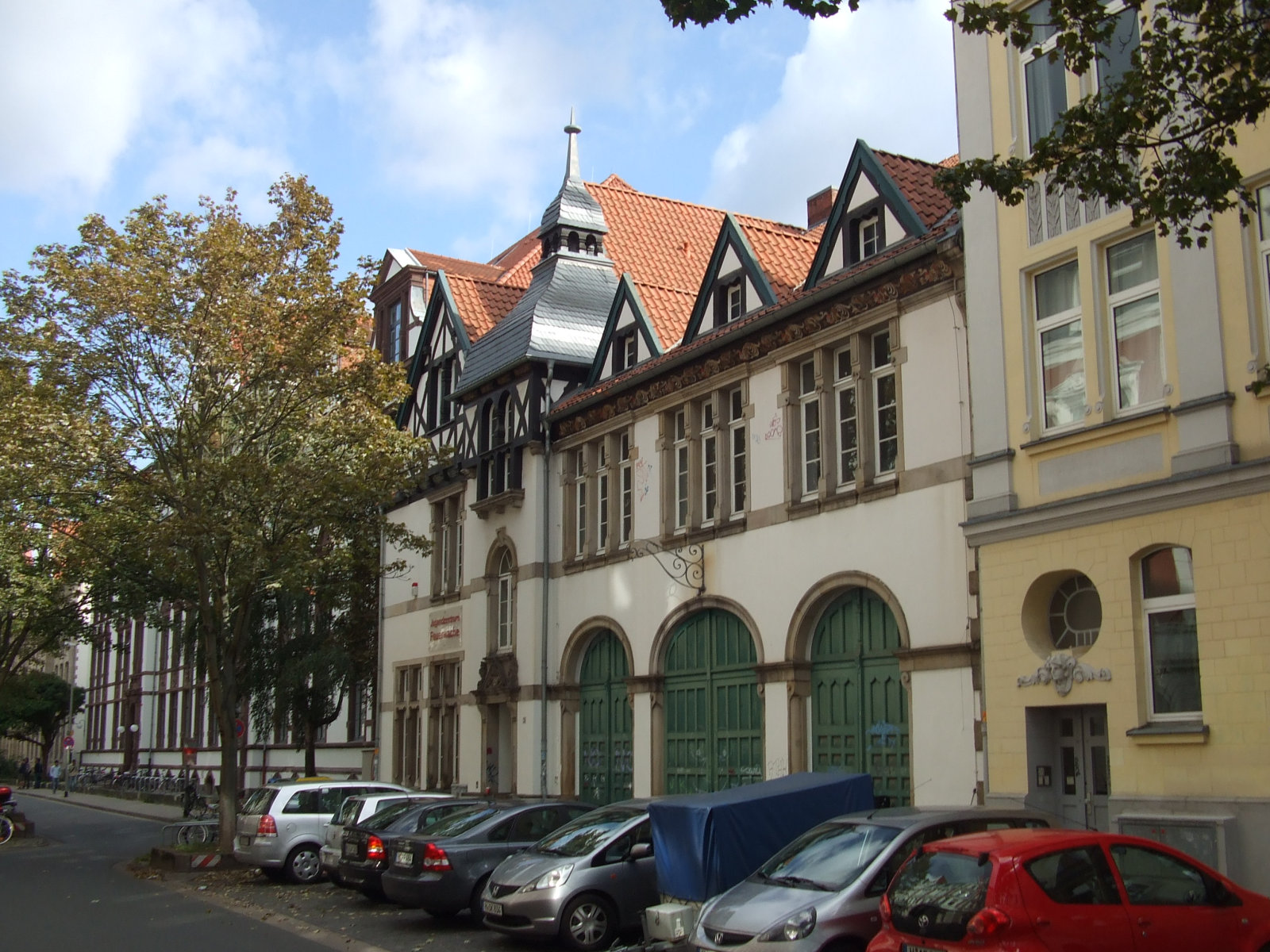
Feuerwache Am Kleinen Felde 28

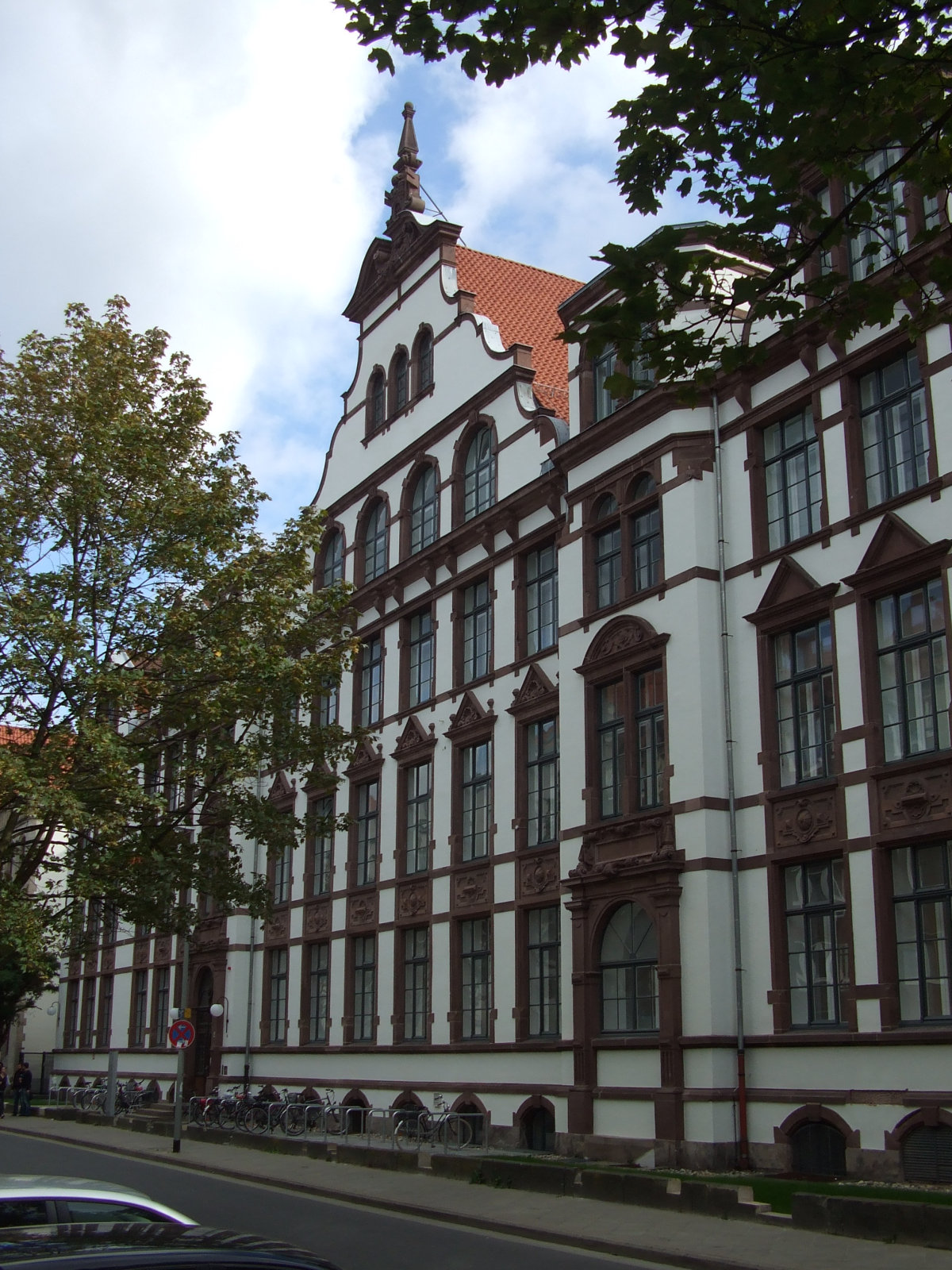
Bürgerschule 9 Am Kleinen Felde 30

- 1896–1898: Bürgerschule 9/12, später auch Institut für Erdölforschung, Am Kleinen Felde 30; Putzbau mit roter Sandsteingliederung und Neorenaissance-Formen,[8] denkmalgeschützt
- 1897–1900: Feuerwache Am Kleinen Felde 28; zweigeschossiger Putzbau mit Fachwerk im Obergeschoss mit renaissancistischen Stilelementen,[8] denkmalgeschützt
- 1897–1901: Bürgerschule 57/58, 59/60, Eckbau Haltenhoffstraße, Auf dem Loh, Herrenhäuser Kirchweg; städtebaulich bedeutender, verputzter Massivbau mit neobarocker Gliederung[9]
- um 1901: ehemalige Realschule III, heute Lutherschule, An der Lutherkirche 18; gotisierender Sandsteinbau[8]
- um 1901: Ausflugslokal Steuerndieb[10]
- um 1905: Pferdetränke vor der Lutherkirche; Granitblock in Formen des Jugendstils als Trinkstelle für Pferde, Hunde und Vögel,[11] denkmalgeschützt
- um 1906 (gemeinsam mit Carl Wolff): Städtisches Alters- und Pflegeheim, Schulenburger Landstraße 335; heute Obdachlosenasyl[12]
- 1907–1908 (gemeinsam mit Carl Wolff): Höhere Töchterschule I – Lehrerinnenbildungsanstalt und Elisabethschule, heute Wilhelm-Raabe-Schule, Langensalzastraße 34; dreigeschossiger, breitgelagerter Sandsteinbau in der Formensprache des Jugendstils[3][13]

### Bauten andernorts
- um 1909/1910, Schielo am Harz: Erweiterungsbauten für die Lungenheilstätte[1][14]
- 1908–1925, Nordhausen am Harz: verschiedene Bauten, Umbauten und Erweiterungen der Landeserziehungsanstalt[1][15][16][17][18][19]
- 1911–1913, Halle an der Saale: Landesmuseum für Vorgeschichte; zusammen mit Museumsdirektor Karl Reuß Bearbeitung des Entwurfs von Wilhelm Kreis.[1]

### Schriften
- Guglia della Concezione in Neapel. In: Zeitschrift für Bauwesen. Nr. 1, 1896, Sp. 1–4 (zlb.de – Atlas: Blatt 1).
- Die Waldwirtschaft „Steuerndieb“ bei Hannover. In: Zeitschrift für Architektur und Ingenieurwesen, NF, Band 9, 1904, Heft 1, Sp. 1–8; Digitalisat auf books.google.de
- Zwei neue Volksschulen in Hannover. In: Zeitschrift für Architektur und Ingenieurwesen, NF, Band 9, 1904, Heft 5, Sp. 509–518 (Abbildungen bis Sp 520); books.google.de
- Neuere Pumpen und Viehtränken in Hannover. In: Zeitschrift für Architektur und Ingenieurwesen, NF, Band 10, 1905, Heft 1, Sp. 77–82.
- Das Alters- und Pflegeheim der Stadt Hannover. In: Zeitschrift für Architektur und Ingenieurwesen, NF, Band 12, 1907, Heft 1 u. 2, Sp. 51–58; books.google.de
- Neubau für die Höhere Töchterschule I, die Lehrerinnen-Bildungsanstalt und die Elisabethschule in Hannover. In: Zeitschrift für Architektur und Ingenieurwesen, NF, Band 13, 1908, Heft 3, Sp. 193–208; books.google.de

## Archivalien
- Stadtarchiv Hannover, Signatur: StadtA H, 3.NL.518 Nr. 2097: Ruprecht, Otto; Architekt, Stadt-Bauinspektor in Hannover und Hase Schüler, 2003 (aus dem Nachlass Günther Kokkelink, Hannoversche Bausammlung)[20]